# Rhododendron auriculatum
Rhododendron auriculatum (лат.) — вечнозелёный кустарник, вид подсекции Pontica, секции Ponticum, подрода Hymenanthes, рода Рододендрон (Rhododendron), семейства Вересковые (Ericaceae). Встречается только в китайских провинциях Северная Гуйчжоу, Западная Хубэй, Южная Шэньси и Восточная Сычуань.

## Ботаническое описание
Вечнозелёный кустарник или небольшое дерево, может достигать высоты от 5 до 10 метров. Кора сероватая, на молодых ветках густо железисто-щетинисто-волосистая (индумент), в то время как старые ветви голые. Наружные чешуи листовых почек, удлиненно-конические длиной от 3,5 до 5,5 см, узкие с заостренным верхним концом и голые. Кора чередующихся веток густо железисто-щетинистая.
Чередующиеся стеблевые листья разделены на черешок и листовую пластинку. Густой железисто-волосистый, прочный черешок длиной от 1,8 до 3 сантиметров. Простая, кожистая листовая пластинка длиной 9-12 см и шириной 3-6,5 см, продолговато-эллиптическая, продолговато-ланцетная или обратно-яйцевидно-ланцетная, с округлым или буроватым, неровным основанием и тупым, остроконечным верхним концом. Хрящеватый край листа железисто-войлочный. Верхняя сторона листа голая и зеленая, а бледно-зеленая нижняя сторона листа покрыта мохнатыми трихомами с железистыми кончиками, особенно вдоль серединки и главных жилок. На каждой стороне срединной жилки имеется от 10 до 11 боковых жилок, которые приподняты на нижней стороне листа и вдавлены на верхней поверхности листа.
Период цветения — с июля по август. Рыхлое, зонтиковидное соцветие имеет 2-3 сантиметра в длину, железисто-волосистый рахис и содержит от 7 до 15 цветков. Цветоножка с густыми железистыми волосками длиной 2-3 сантиметра.
Гермафродитные цветки радиально-симметричные, семизубчатые с двойным околоцветником. Мембранные чашелистики срастаются в относительно короткую, волнистую чашечку длиной 2-4 миллиметра. Семь лепестков длиной от 6 до 10 сантиметров имеют воронкообразную форму и снабжены железистыми волосками на внутренней стороне. Душистые лепестки белые, кремовые и розовых. 14-16 тычинок обычно имеют длину 2,5-3,4, редко до 4 сантиметров. Тонкие тычинки голые. Яйцевидная, восьмикамерная завязь длиной около 6 миллиметров, густо покрыта железистыми волосками и восьмилепестковая. Крепкий, голый стиль длиной около 3 см, железистый на верхнем конце.
Цилиндрические плоды-капсулы, изогнутые при созревании и длиной 3-4 сантиметра, имеют чёткую ребристость. Плоды созревают с сентября по октябрь.

## Распространение и экология
Природный ареал вида включает только китайские провинции: северную Гуйчжоу, западную Хубэй, южную Шэньси и восточную Сычуань.
Вид произрастает в лесах, в долинах и на склонах гор на высоте от 600 до 2000 метров над уровнем моря.

## Систематика
Вид был впервые описан в 1889 году Уильямом Боттингом Хемсли в «Francis Blackwell Forbes and William Botting Hemsley: Journal of Linnean Society». Видовой эпитет auriculatum означает «охристый» и относится к охристому основанию лопасти. Типовой материал был собран Августином Генри в районе Патунгт провинции Хубэй, и помещен в гербарий Королевского ботанического сада в Кью.